# Kotaro Uchikoshi
Kotaro Uchikoshi (打越鋼太郎 Uchikoshi Kōtarō?), född den 17 november 1973 i Higashimurayama, Tokyo i Japan, är en datorspelsdesigner, regissör och författare, som främst är verksam inom genren hård science fiction. Han är känd för att tillsammans med Takumi Nakazawa ha skrivit den visuella roman-serien Infinity, och för att ha skrivit och regisserat visuell roman-äventyrsspelserien Zero Escape. Utöver sitt arbete med datorspel har han skrivit manuset till anime-serien Punch Line.

## Biografi

### Privatliv
Kotaro Uchikoshi föddes den 17 november 1973 i Higashimurayama, en stad i västra Tokyo i Japan. Han har en fru och en dotter.

### Utbildning
Uchikoshi studerade keiei kōgaku (teknisk projektledning) under sin universitetstid, men avslutade studierna i förtid. Han tillbringade ett år som arbetslös, och började sedan studera datorspelsplanering, 3D-modellering, 2D-konst, ljud och programmering på yrkesskolan Vantan Design Institute. Vantan var ursprungligen en skola för klädesdesign, och hade inte förrän efter en tid tagit fram en datorspelsutvecklings-inriktning; enligt Uchikoshi var lärarna inte på en särskilt hög nivå på grund av detta, vilket ledde till enligt honom ointressanta kurser och att många elever hoppade av. Till slut var det bara Uchikoshi och några andra som fortfarande deltog i lektionerna, vilket enligt honom resulterade i att lärarna hade mer tid till varje elev.

### Karriär

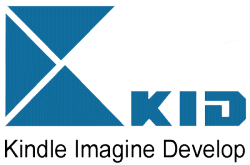
Uchikoshis första jobb var hos datorspelsutvecklaren KID.

Uchikoshi fick sitt första jobb 1998 hos datorspelsutvecklaren KID. Företaget producerade visuella romaner, men även datorspelsversioner av bordsspel, såsom The Game of Life till Playstation; de här bordsspelsprojekten var anledningen att han ville arbeta där, då han var intresserad av att utveckla enkla spel som en större mängd människor skulle kunna spela. Hans första projekt hos KID var actionspelet Pepsiman (1999), som han gjorde 3D-modeller för. Ursprungligen var det tanken att han skulle vara planerare för bordsspelsprojekten, men vid ett tillfälle bad en producent på KID honom att skriva ett scenario till ett spel. Enligt Uchikoshi tror han att anledningen att producenten trodde att han skulle vara en bra scenarioförfattare var att han hade sett honom skriva designdokument, samt Uchikoshis personlighet; Uchikoshi beskriver sig själv som en inte särskilt allvarlig person, vilket han tror kan ha varit den främsta anledningen att han blev ombedd att skriva scenario. Den första visuella romanen han arbetade på var Memories Off (1999), följt av Never 7 (2000), som var den första delen i Infinity-serien, och Memories Off 2nd (2000).
År 2001 slutade han på KID och blev en frilans-författare och -utvecklare; han gjorde det då han ville vara mer självständig, och ha möjligheten att arbeta för andra företag än KID. Under den här tiden skrev han den andra och tredje delen i Infinity-serien, Ever 17 (2002) och Remember 11 (2004), samt två erotiska visuella romaner: en som kom ut 2003, som han inte blev krediterad för, vars titel han inte minns; och EVE: New Generation (2006). Han började arbeta på projekt åt datorspelsutvecklaren Chunsoft år 2004, efter att de kontaktade honom och bad honom att skriva visuella romaner åt dem. Enligt Chunsoft hade de nått framgångar i genren, men ville "skapa en ny kategori" som kunde nå en bredare publik. Idén han hade för det här var att kombinera en visuell roman med pussellösning. 2007 slutade han att frilansa och fick anställning hos Chunsoft; han gjorde detta då han vid det här laget hade en fru och ett barn och ville ha en stabil inkomst. På Chunsoft planerade, skrev och regisserade han visuell roman-äventyrsspelserien Zero Escape, som består av 999: Nine Hours, Nine Persons, Nine Doors (2009) och Virtue's Last Reward (2012). Ett tredje spel i serien, Zero Escape 3, planerades, men dess utveckling avbröts på obestämd tid då de föregående två spelen hade sålt under förväntan i Japan; i juli 2015 tillkännagavs det att utvecklingen hade återupptagits och att det planeras ges ut 2016.[uppföljning saknas] I november 2014 avslöjades det att Uchikoshi var manusförfattaren till anime-serien Punch Line, som hade premiär den 9 april 2015 på Fuji TV:s TV-block Noitamina. Han arbetar även med utvecklingen av ett datorspel baserat på Punch Line, som innehållar andra slut på berättelsen än animen.

## Verk

### Datorspel
- Pepsiman (1999. 3D-modellerare)[2]
- Memories Off (1999. Planerare, författare)[2]
- Never 7: The End of Infinity (2000. Planerare, författare)[2]
- Memories Off 2nd (2000. Planerare, författare)[2]
- Close To: Inori no Oka (2001)[1]
- Ever 17: The Out of Infinity (2002. Planerare, författare)[2]
- Okänd erotisk visuell roman (2003. Författare)[2]
- Remember 11: The Age of Infinity (2004. Planerare, författare)[2]
- EVE: New Generation (2006. Planerare, författare)[2]
- Kamaitachi no Yoru Niwango-ban (2006. Planerare, författare)[2]
- 12 Riven: The Ψcliminal of Integral (2008. Planerare, författare)[2]
- 999: Nine Hours, Nine Persons, Nine Doors (2009. Planerare, regissör, författare)[2]
- Zero Escape: Virtue's Last Reward (2012. Planerare, regissör, författare)[2]
- Steins;Gate: Senkei Kousoku no Phenogram (2013. Författare för ett av spelets scenarion)[2]
- Punch Line (2015)[12]
- Zero Time Dilemma (2016)[6]

### Anime
- Punch Line (2015)[10]

### Manga
- Punch Line (2015)[13]